# Eva Falck
Eva Falck, född 1764, död 1810, var en finländsk värdshusvärd.
Eva Falck kom till Finland från Stockholm, där hon redan hade varit verksam inom värdshusrörelse. Hon var ogift och hennes familj är okänd, men hennes syskon uppgavs vid hennes bouppteckning tillhöra Göteborgs borgerskap. 
Hon var verksam i Åbo, där hon bedrev en lönsam och under sin samtid välkänd värdshus- och krogrörelse från 1794 och framåt. Hennes verksamhet var möjlig därför att värdshusverksamhet inte räknades in i skråväsendet. Hon hyrde ut rum både för övernattning och för olika tillställningar, och erbjöd bespisning på en rad olika adresser i Åbo. Hennes verksamhet inriktade sig på en förmögen kundkrets, och år 1802 var det hon som fick kungaparet som gäster under deras besök i Åbo. Hon räknas som den första företagare i Finland som använde sig av tidningsannonser för sin affärsverksamhet. 
Hon blev så framgångsrik att hon under sina sista år kunde använda sitt kapital till att bedriva bankverksamhet och låna ut pengar mot ränta.